# 顺序优先法
顺序优先法（OPA）是一种多准则决策分析方法（multi-criteria decision-making ,MCDM），有助于解决具有偏好关系的集體決策问题。

## 描述
大多数的多准则决策分析方法，如层次分析法（analytic hierarchy Process, AHP）和网络分析法（Analytic Network Process, ANP），是以成对比较矩阵为基础的。

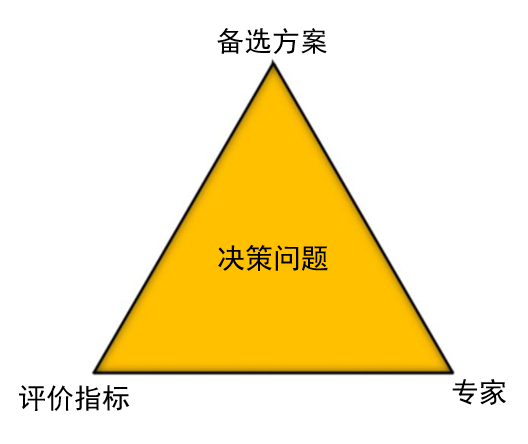
决策问题

该方法使用線性規劃方法同时计算专家、评价指标和备选方案的权重。在OPA方法中使用序数数据的主要原因是与涉及人类的群体决策问题中使用的精确比例相比，序数数据的可及性和准确性。
在现实世界中，专家们可能对某一选择或评价指标没有足够的了解。这种情况下，问题的输入数据是不完整的，此时需要在OPA线性规划模型中删除与评价指标或备选方案相关的约束条件。
近年来，各种类型的数据归一化方法被应用于多准则决策方法 (multi-criteria decision-making ,MCDM) 中。Palczewski和 Satabun表明，使用各种数据归一化方法可以改变多准则决策方法的最终排名。Javed 及其同事表明，可以通过避免数据归一化来解决多准则决策问题。不需要对偏好关系进行归一化，因此，OPA方法不需要数据归一化。

## OPA方法
OPA模型是一个线性规划模型，可以利用单纯形法来解决。该方法的步骤如下:
第一步: 确定专家，并根据工作经验、教育资格等确定专家的优先次序。
第二步: 确定评价指标，并确定每个专家对指标的偏好。
第三步: 确定备选方案，并由每个专家确定在每一评价指标下备选方案的偏好。
第四步: 构建以下线性规划模型，并通过适当的优化软件如LINGO、GAMS、MATLAB等进行求解。
{\textstyle {\begin{aligned}&MaxZ\\&S.t.\\&Z\leq r_{i}{\bigg (}r_{j}{\big (}r_{k}(w_{ijk}^{r_{k}}-w_{ijk}^{{r_{k}}+1}){\big )}{\bigg )}\;\;\;\;\forall i,j\;and\;r_{k}\\&Z\leq r_{i}r_{j}r_{m}w_{ijk}^{r_{m}}\;\;\;\forall i,j\;and\;r_{m}\\&\sum _{i=1}^{p}\sum _{j=1}^{n}\sum _{k=1}^{m}w_{ijk}=1\\&w_{ijk}\geq 0\;\;\;\forall i,j\;and\;k\\&Z:Unrestricted\;in\;sign\\\end{aligned}}}
在上述模型中。{\displaystyle r_{i}(i=1,...,p)}代表专家的等级{\displaystyle i}, {\displaystyle r_{j}(j=1...,n)}代表指标的等级{\displaystyle j},{\displaystyle r_{k}(k=1...,m)}代表备选方案的等级{\displaystyle k}。而{\displaystyle w_{ijk}}代表专家i在评价指标j下备选方案k的权重。在解决OPA线性规划模型后，每个备选方案的权重由以下公式计算。
{\displaystyle {\begin{aligned}&w_{k}=\sum _{i=1}^{p}\sum _{j=1}^{n}w_{ijk}\;\;\;\;\forall k\\\end{aligned}}}
每个评价指标的权重按以下公式计算。
{\displaystyle {\begin{aligned}&w_{j}=\sum _{i=1}^{p}\sum _{k=1}^{m}w_{ijk}\;\;\;\;\forall j\\\end{aligned}}}
每个专家的权重按以下公式计算。
{\displaystyle {\begin{aligned}&w_{i}=\sum _{j=1}^{n}\sum _{k=1}^{m}w_{ijk}\;\;\;\;\forall i\\\end{aligned}}}

## 例子

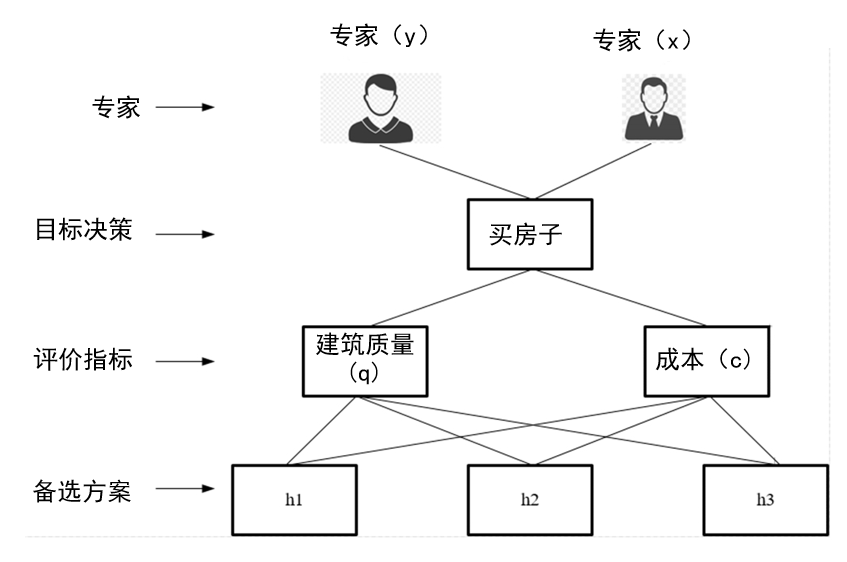
例子的决策问题

假设要调查买房子的问题。在这个决策问题中，有两位专家，同时有两个评价指标，即成本（c）和建筑质量（q），为房屋的选择提供标准。另一方面，有三所房子(h1，h2，h3）可供购买。第一个专家（x）有三年的工作经验，第二个专家（y）有两年的工作经验。该问题的结构如图所示。
第 1 步：第一位专家（x）比专家（y）有更多经验，因此 x>y。 
第 2 步：专家对评价指标的偏好总结在下表中。
| 评价指标 | 专家（x） | 专家（y） |
| -------- | --------- | --------- |
| c        | 1         | 2         |
| q        | 2         | 1         |

第 3 步：专家对备选方案的偏好总结在下表中。
| 备选方案 | 专家（x) | 专家（x) | 专家（y） | 专家（y） |
| 备选方案 | c        | q        | c         | q         |
| -------- | -------- | -------- | --------- | --------- |
| h1       | 1        | 2        | 1         | 3         |
| h2       | 3        | 1        | 2         | 1         |
| h3       | 2        | 3        | 3         | 2         |

第 4 步：根据输入数据形成 OPA 线性规划模型，具体如下。
{\displaystyle {\begin{aligned}&MaxZ\\&S.t.\\&Z\leq 1*1*1*(w_{xch1}-w_{xch3})\;\;\;\;\\&Z\leq 1*1*2*(w_{xch3}-w_{xch2})\;\;\;\;\\&Z\leq 1*1*3*w_{xch2}\;\;\;\\\\&Z\leq 1*2*1*(w_{xqh2}-w_{xqh1})\;\;\;\;\\&Z\leq 1*2*2*(w_{xqh1}-w_{xqh3})\;\;\;\;\\&Z\leq 1*2*3*w_{xqh3}\;\;\;\\\\&Z\leq 2*2*1*(w_{ych1}-w_{ych2})\;\;\;\;\\&Z\leq 2*2*2*(w_{ych2}-w_{ych3})\;\;\;\;\\&Z\leq 2*2*3*w_{ych3}\;\;\;\\\\&Z\leq 2*1*1*(w_{yqh2}-w_{yqh3})\;\;\;\;\\&Z\leq 2*1*2*(w_{yqh3}-w_{yqh1})\;\;\;\;\\&Z\leq 2*1*3*w_{yqh1}\;\;\;\\\\&w_{xch1}+w_{xch2}+w_{xch3}+w_{xqh1}+w_{xqh2}+w_{xqh3}+w_{ych1}+w_{ych2}+w_{ych3}+w_{yqh1}+w_{yqh2}+w_{yqh3}=1\\\\\end{aligned}}}
用优化软件求解上述模型后，得到专家、评价指标和备选方案的权重如下。
{\displaystyle {\begin{aligned}&w_{x}=w_{xch1}+w_{xch2}+w_{xch3}+w_{xqh1}+w_{xqh2}+w_{xqh3}=0.666667\\\\&w_{y}=w_{ych1}+w_{ych2}+w_{ych3}+w_{yqh1}+w_{yqh2}+w_{yqh3}=0.333333\\\\\\&w_{c}=w_{xch1}+w_{xch2}+w_{xch3}+w_{ych1}+w_{ych2}+w_{ych3}=0.555556\\\\&w_{q}=w_{xqh1}+w_{xqh2}+w_{xqh3}+w_{yqh1}+w_{yqh2}+w_{yqh3}=0.444444\\\\\\&w_{h1}=w_{xch1}+w_{xqh1}+w_{ych1}+w_{yqh1}=0.425926\\\\&w_{h2}=w_{xch2}+w_{xqh2}+w_{ych2}+w_{yqh2}=0.351852\\\\&w_{h3}=w_{xch3}+w_{xqh3}+w_{ych3}+w_{yqh3}=0.222222\\\\\end{aligned}}}
因此，房子1（h1）被认为是最佳选择。此外，可以认为，评价指标成本（c）比评价指标建筑质量（q）更重要。另外，根据专家的权重，可以认为，与专家（y）相比，专家（x）对最终选择的影响更大。

## 应用
OPA方法在各个研究领域的应用总结如下。
农业、制造业、服务业
- 制造业供应链[11][6]

- 可持续农业[12]
- 生产战略[13]
- 生产调度[14]
- 汽车工业[15]
- 社区服务需求[16]

建筑行业
- 建筑分包[17]
- 可持续建造[7][18][19][20][21]
- 项目管理[9][22][4]

能源与环境
- 太阳能和风能[23]
- 低碳技术[24]
- 电气化和排放[25]
- 循環經濟[26]

医疗保健
- 2019冠状病毒病[27][28]
- 医疗保健供应链[29]
- 社区服务[30]

信息技术
- 元宇宙[31][32]
- 自动驾驶汽车[33]
- 过程控制[34]
- 区块链[18][19][26]
- 技术需求[35]

交通运输
- 供应链管理[8][21][28][7]
- 交通管制[36]
- 道路维护[37]

## 延伸
以下是 OPA 方法的几个扩展。 
- 灰色顺序优先法 (OPA-G)[7]
- 模糊顺序优先法 (OPA-F)[28]
- OPA 中的置信度测量[8]
- 鲁棒顺序优先法 (OPA-R)[9]
- 混合 OPA-模糊 EDAS[13]
- 混合 DEA-OPA 模型[11]
- 混合型 MULTIMOORA-OPA[38]
- 团体加权顺序优先法 (GWOPA)[39]

## 软件
以下非盈利工具可用于解决使用 OPA 方法的 MCDM 问题。 
- 基于网络的解算器[40]
- 基于 Excel 的解算器[41]
- 基于林格的解算器[42]
- 基于 Matlab 的求解器[43]